# Chernomorets
Chernomorets (en búlgaro, Черноморец) es una ciudad ubicada en el municipio de Sozopol, en la Provincia de Burgas, en el sudeste de Bulgaria.
Está situado en una bahía entre Burgas y Sozopol (9 km) y ofrece un acceso conveniente a cualquiera para el entretenimiento y la vida nocturna. Fue proclamada ciudad en el 2009.
La ciudad es un lugar de vacaciones establecido, que es visitado por turistas. La línea costera rocosa de la playa de Chernomoretz ofrece lugares apartados para tomar el sol, la natación y la pesca. Una de las mejores playas de la región se encuentra al sur de la ciudad, en el camping Gradina.
Tiene una iglesia, muchos hoteles pequeños, medianas empresas y viviendas privadas.